# Zakhidnyistadion
Het Zakhidnyistadion is een multifunctioneel stadion in Marioepol, een stad in Oekraïne. 
Het stadion wordt vooral gebruikt voor voetbalwedstrijden, het tweede elftal van de voetbalclub FK Marioepol maakt gebruik van dit stadion. Het stadion werd ook gebruikt voor het Europees kampioenschap voetbal mannen onder 19 van 2009. Er werden drie groepswedstrijden gespeeld.
Het stadion werd geopend in 2005 en gerenoveerd in 2009. In het stadion is plaats voor 3.206 toeschouwers.